# Mauricio Larrea
Mauricio Ernesto Larrea Andrade (Quito, 6 de enero de 1955) es un ingeniero civil y político ecuatoriano.

## Biografía
Nació el 6 de enero de 1955 en Quito. Realizó sus estudios secundarios en el colegio Teodoro Gómez de la Torre y los superiores en la Universidad Central del Ecuador, donde obtuvo el título de ingeniero civil.
Ocupó el cargo de gobernador de la provincia de Imbabura durante el gobierno de Rodrigo Borja Cevallos.
En las elecciones legislativas de 1992 fue elegido diputado nacional en representación de Imbabura por el partido Izquierda Democrática.
En las elecciones seccionales de 1996 fue elegido alcalde de Ibarra por la Izquierda Democrática, siendo reelecto en las elecciones de 2000 por el mismo partido. Su gestión es recordada por la puesta en marcha de un ambicioso plan de adoquinamiento de calles en la ciudad, así como por la mejora de varios mercados y la finalización de la construcción de la terminal terrestre.
A finales de 2002 recibió duras críticas luego de que se produjera una contaminación masiva del sistema de agua potable de Ibarra, lo que provocó la muerte de una niña y más de 700 afectados por gastroenteritis. Grupos ciudadanos iniciaron un proceso de recolección de firmas para exigir la destitución de Larrea, pero las partes llegaron a un acuerdo que contempló la atención médica gratuita para todos los afectados y sanciones para los responsables del hecho.
En las elecciones legislativas de 2006 fue elegido diputado nacional en representación de Imbabura por la alianza entre la Izquierda Democrática y el movimiento Red Ética y Democracia. Dentro del Congreso dirigió la comisión de asuntos internacionales y defensa nacional. En noviembre de 2007 fue cesado de su cargo junto al resto de diputados por la Asamblea Constituyente de 2007.
Para las elecciones seccionales de 2009 abandonó la Izquierda Democrática y participó como candidato a la prefectura de Imbabura por el movimiento Poder Ciudadano, pero no resultó elegido.